# Hegura-jima
Hegura-jima (japanisch 舳倉島, auch Hekura-jima gelesen) ist eine Insel im Japanischen Meer, 50 km nördlich der Noto-Halbinsel der japanischen Präfektur Ishikawa.

## Geografie
Die etwa 1,6 km lange und 0,6 km breite Insel besitzt eine Fläche von 0,55 km² und Küstenlänge von rund 5 km. Die höchste Erhebung der Insel ist 12,4 m hoch. Von der Südküste steigt die Insel sanft an um dann an der Nordküste mit bis zu 10 m hohen Klippen steil abzufallen.
Die Besiedlung konzentriert sich daher auf den südlichen Küstenstreifen. Administrativ gehört die Insel zur Gemeinde Wajima und dort zum Unterortsteil Hegurajima des Ortsteils Amamachi am Hafen, von dem sie 50 km entfernt ist.
Der warme Tsushima-Strom sorgt für ein ganzjährig mildes Wetter.

## Fauna
Die Insel dient im Frühling und Herbst als Rastplatz von mehr als 300 Zugvögelarten, darunter auch einigen Arten die sonst im restlichen Japan kaum vorkommen, wie dem Amurfalken. So wurden im Jahr 2009 361 verschiedene Wildvogelarten auf der Insel gezählt, was 87,4 % aller der Präfektur entspricht, und für ganz Japan von etwa 600 Vogelarten ausgegangen wird. Deswegen ist die Insel, vor allem der Nordwesten, als Vogelschutzgebiet ausgezeichnet und Teil des Noto-hantō-Quasi-Nationalparks.
Aufgrund des Tsushima-Stroms ist die Insel daneben reich an Meeresfrüchten.

## Geschichte
Auf der Insel konnten Besiedlungsspuren aus der Kofun-Zeit (3.–6. Jahrhundert) nachgewiesen werden. 1594 siedelten Ama-Taucher aus dem mehr als 700 km entfernten Kanezaki (heute Teil von Munakata) auf der Noto-Halbinsel an und erhielten dort 1649 den heutigen Ortsteil Amamachi (wörtlich: „Ama-Viertel“) von Wajima als Land. Diese besaßen zudem die exklusiven Fischereirechte für Hegura-jima und Nanatsujima, wo sie über den Sommer Seeohren (awabi) und Turbanschnecken (sazae) ernteten. Eine größere dauerhafte Besiedlung von Hegura-jima begann erst Mitte der 50er mit der Errichtung von moderner Infrastruktur (Elektrizität, Fährbetrieb, Meerwasserentsalzung).